# 衡水市
衡水市（こうすい-し）は、中華人民共和国河北省に位置する地級市。

## 地理
河北省南部に位置し、保定市、滄州市、邢台市、石家荘市、山東省に接する。

## 歴史
隋代に衡水県が置かれる。1982年に県級市に昇格し、1995年の行政改編に伴い地級市に昇格。

## 行政区画
2市轄区・1県級市・8県を管轄する。
- 市轄区：
  - 桃城区・冀州区
- 県級市：
  - 深州市
- 県：
  - 棗強県・武邑県・武強県・饒陽県・安平県・故城県・景県・阜城県

| 衡水市の地図                                                               |
| -------------------------------------------------------------------------- |
| 桃城区 冀州区 棗強県 武邑県 武強県 饒陽県 安平県 故城県 景県 阜城県 深州市 |

### 年表
この節の出典

#### 衡水専区(1949年-1952年)
- 1949年10月1日 - 中華人民共和国河北省衡水専区が成立。衡水県・冀県・棗強県・武邑県・深県・武強県・故城県・景県・阜城県・清河県・夏津県・恩県・武城県・平原県が発足。(14県)
- 1949年10月29日 - 平原県が山東省渤海行政区濼北専区に編入。(13県)
- 1952年9月 - 景県の一部が山東省徳州専区徳県に編入。(13県)
- 1952年10月16日 
  - 夏津県・恩県・武城県が山東省徳州専区に編入。
  - 衡水県・深県・武強県・武邑県・棗強県・冀県が石家荘専区に編入。
  - 阜城県・景県・故城県が滄県専区に編入。
  - 清河県が邢台専区に編入。

#### 衡水地区(1962年-1996年)
- 1962年6月27日 - 石家荘専区衡水県・冀県・武強県・武邑県・深県・棗強県・安平県・饒陽県、滄州専区景県・故城県・阜城県を編入。衡水専区が成立。(11県)
- 1964年12月26日 - 山東省徳州専区武城県の一部が故城県に編入。(11県)
- 1965年3月12日 (11県)
  - 故城県の一部(鄭口公社の甘泉村)が山東省徳州専区武城県に編入。
  - 山東省徳州専区武城県の一部(饒陽店公社・武官寨公社・祖陽荘公社および甲馬営公社の一部)が故城県に編入。
- 1966年7月11日 - 冀県の一部が邢台専区新河県に編入。(11県)
- 1967年12月 - 衡水専区が衡水地区に改称。(11県)
- 1974年7月8日 - 阜城県の一部が武邑県に編入。(11県)
- 1982年1月30日 - 衡水県の一部が分立し、衡水市が発足。(1市11県)
- 1983年3月3日 - 衡水県が衡水市に編入。(1市10県)
- 1993年9月22日 - 冀県が市制施行し、冀州市となる。(2市9県)
- 1994年7月4日 - 深県が市制施行し、深州市となる。(3市8県)
- 1996年5月31日 - 衡水地区が地級市の衡水市に昇格。

#### 衡水市
- 1996年5月31日 - 衡水地区が地級市の衡水市に昇格。(1区2市8県)
  - 衡水市が区制施行し、桃城区となる。
- 2016年6月8日 - 冀州市が区制施行し、冀州区となる。(2区1市8県)

## 交通
鉄道
- 京九線
- 石徳線
- 石済旅客専用線

## 友好都市
- ティルソンバーグ（英語版）（カナダ オックスフォード郡 (オンタリオ州)）1998年10月27日
- トゥルティトラン（スペイン語版）（メキシコ）2002年6月14日